# Референдум в Лихтенштейне (1977)
Референдум в Лихтенштейне по строительству операционного центра проходил 2 октября 1977 года. Предложение было одобрено 54,5 % голосов избирателей.

## Контекст
Референдум касался строительства хирургического центра, на который 14 мая 1977 года Ландтаг выделил бюджет в 2,9 млн швейцарских франков.
Это был факультативный референдум по народной инициативе: в соответствии со Статьёй № 66 Конституции вопрос был вынесен на голосование после сбора не менее 600 подписей при поддержке инициативного комитета.

## Результаты
| Выбор                               | Голоса | %    |
| ----------------------------------- | ------ | ---- |
| За                                  | 1 867  | 54,4 |
| Против                              | 1 564  | 45,6 |
| Недействительных/пустых бюллетеней  | 125    | -    |
| Всего                               | 3 556  | 100  |
| Зарегистрированных избирателей/Явка | 4 833  | 73,6 |
| Источник: Démocratie Directe        |        |      |